# Thorstein il Rosso
Thorstein Olafsson o Thorstein il Rosso (850 circa) fu un capo vichingo attivo in Scozia alla fine del IX secolo.

## Biografia
Era figlio di Olaf il Bianco, Re di Dublino, e di Auðr djúpúðga Ketilsdóttir, figlia di Ketil Flatnose. Dopo la morte di Olaf, Aud e Thorstein si trasferirono a vivere nelle isole Ebridi, allora governate da Ketil. Alla fine Thorstein divenne un signore della guerra ed alleato dello Jarl delle Orcadi, Sigurd Eysteinsson. Assieme Thorstein e Sigurd operarono una serie di campagne in Caithness, Sutherland, Ross, Moray ed in molte altre regioni, riscuotendo poi tributi da mezza Scozia. I capi scozzesi complottarono contro Thorstein, ed egli venne ucciso; non si sa esattamente come morì, ma probabilmente l'assassinio avvenne tra l'880 e l'890. Dopo la morte di Thorstein, Aud lasciò Caithness, soggiornando per un certo tempo nelle isole Orcadi prima di trasferirsi con altri membri del clan in Islanda.
Thorstein sposò Thurid, figlia di Eyvind l'Orientale. Thorstein e Thurid ebbero un figlio, Olaf Feilan, e numerose figlie tra cui Gróa, Thorgerd, Olof, Osk, Thorhild, e Vigdis. Una donna di nome Unn, moglie di Thorolf Mostur-beard, affermò di essere la figlia di Thorstein, ma le sue pretese furono accolte con scetticismo dagli altri islandesi.